# دیوید اسکوفیلد (هنرپیشه)
دیوید اسکوفیلد (انگلیسی: David Schofield؛ زادهٔ ۱۹۵۱ میلادی) بازیگر اهل بریتانیا است. وی از سال ۱۹۷۲ میلادی تاکنون مشغول فعالیت بوده‌است.
از فیلم‌ها یا برنامه‌های تلویزیونی که وی در آن نقش داشته‌است، می‌توان به مأمور مخفی، دزدان دریایی کارائیب: پایان جهان، گلادیاتور، والکیری، دزدان دریایی کارائیب: صندوقچه مرد مرده، مرد گرگ‌نما، تفنگدار، جولین فلوز بررسی می‌کند: مرموزترین قتل و آنا کارنینا اشاره کرد.